# Língua ǀxam
ǀXam, ou ǀXam Kakǃʼe, Kham´ka!k’e, /Kamka!e,  é uma  Língua “Khoisan” em extinção falada na África do sul, do sub-grupo de línguas |ǃKwi, com características bem próxima às da Língua N!u, tendo ainda pouquíssimos falantes. ǀXam não é uma das onze línguas oficiais da África do sul.
A barra vertical na grafia do nome da língua "ǀXam" indica um “clique dental” como na interjeição de reprovação tsk, tsk!. O “X” é como o som “ch” da Língua escocesa em loch, da  Língua alemã em Bach, na Língua hebraica em Chanukkah.
Palavras ǀXam foram usadas no “slogan” Sul-africano adotado em 27 de abril de 2000 - :ǃke e: ǀxarra ǁke, para supostamente expressar “união de povos diversificado” ou “união na diversidade”, embora não haja uma certeza desse significado real em ǀXam idiomático. 
A maioria dos estudos sobre a língua ǀXam foram de autoria do lingüista alemão Dr. Wilhelm Heinrich Immanuel Bleek no século XIX.